# 羅大春開路紀念碑
24°27′48″N 121°48′24″E / 24.463220°N 121.806566°E
羅大春開路紀念碑，又名羅提督興路碑，是位於臺灣宜蘭縣蘇澳鎮大南澳震安宮旁的石碑，是清朝福建陸路提督羅大春在1874年為紀念開闢蘇花古道而立。

## 歷史
羅大春開路紀念碑今位於大南澳震安宮旁、蘇花公路大南澳段約1公里的海側小路邊，為同治十三年（1874年）8月1日時負責開闢蘇花古道的羅大春所豎立。其尺寸為高207公分、厚14公分、寬61公分。
次年1月9日，羅大春部隊抵達花蓮新城後，蘇花古道開闢才算暫時告一段落。此外，他還在今蘇澳鎮七星嶺冷泉溪畔立了蘇花古道里程碑。開路紀念碑立碑滿一年的1874年8月1日，羅大春以患病為由請辭卸任，返回中國大陸。
興建蘇花公路時從山路遷移至今址，當地民眾放入小亭保護。蘇澳鎮朝陽社區，把此碑列為觀光景點。在蘇花公路還有管制站的1980年代，記者推薦乘客可等待管制站放行前，來觀看此座由麻石製成的碑。1985年初，全國二、三級古蹟審查會議期間，古蹟審查小組專家學者以「羅提督興路碑」稱呼，並認為此碑已遷移，故不列為古蹟。

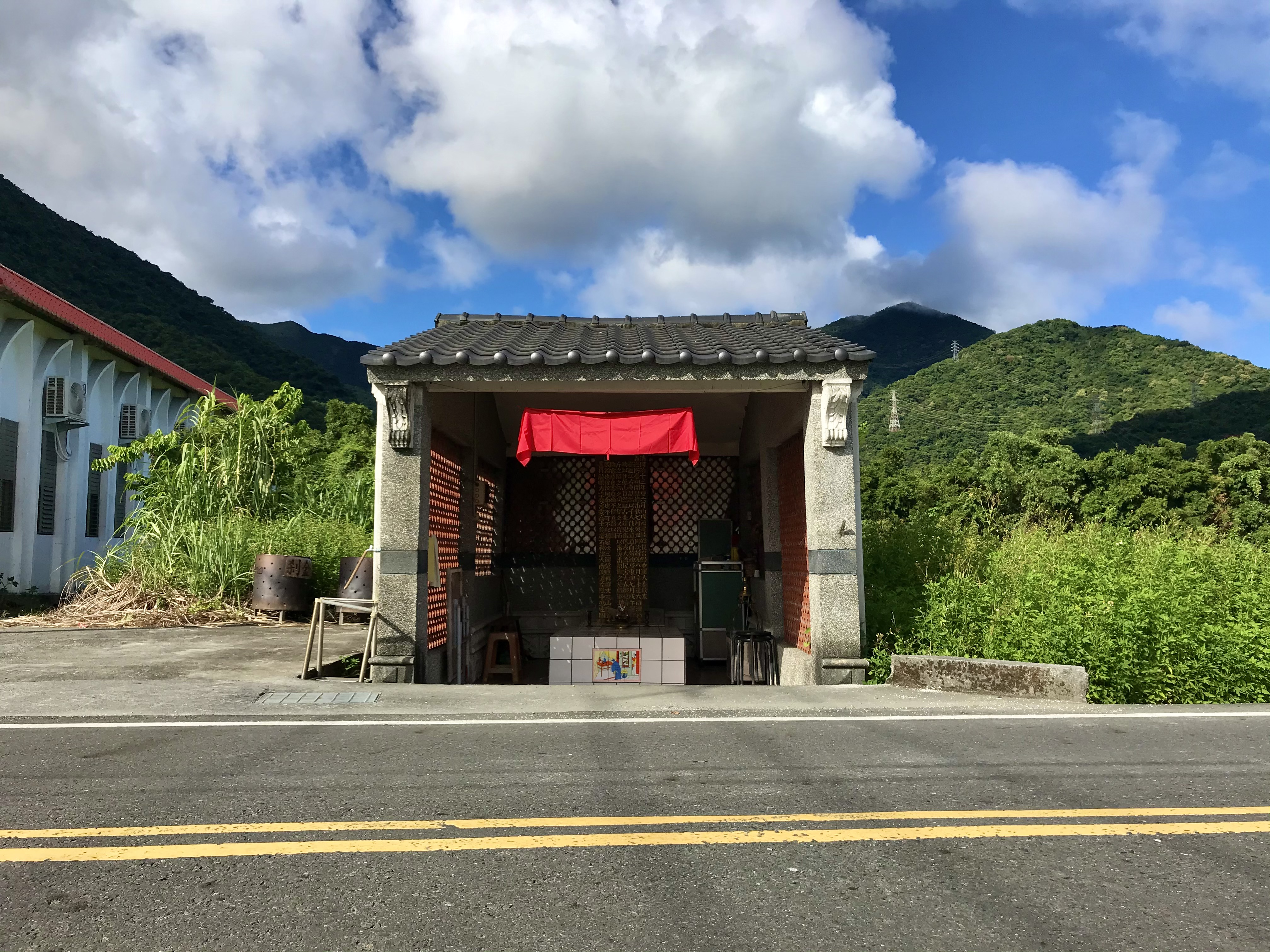
碑亭

碑上詳述開路艱困驚險的碑文，至二十一世紀初依然仍清晰可辨。2004年11月30日，蘇澳鎮公所決定斥資新台幣40萬元整建，並建議列為古蹟。